# Konrad Leuschner (Politiker, 1901)
Konrad Leuschner (* 26. November 1901; † nach 1965) war ein deutscher Kommunalpolitiker der NSDAP. Er war von 1933 bis 1945 Oberbürgermeister der Stadt Oppeln und war später im Innenministerium Baden-Württembergs tätig.

## Leben
Leuschner schlug nach der Schulausbildung eine Beamtenlaufbahn ein und wurde zum Gerichtsassessor ernannt. Er trat zum 10. Juni 1925 der NSDAP bei (Mitgliedsnummer 5.187). Am 14. September 1933 übernahm er für zwölf Jahre die Funktion des Oberbürgermeisters in Oppeln, die er bis gegen Ende des Zweiten Weltkrieges ausübte. Die offizielle Ernennung erfolgte durch den preußischen Minister des Innern, Hermann Göring.
Er war Mitglied mehrerer Aufsichts- und Verwaltungsräte.
Während seiner Amtszeit kam es 1934 bei Umbauarbeiten am Rathaus zum Einsturz des Rathausturmes. Dieser wurde zwei Jahre später wieder aufgebaut. 1936 wurden die Dörfer Stefanshöh und Halbendorf eingemeindet. Bei den Novemberpogromen am 9. November 1938 wurde die Synagoge an der Hafenstraße (heute ul. Piastowska) zerstört und später abgerissen. Ebenfalls wurden jüdische Geschäfte zerstört und Juden schikaniert und vertrieben.
Im Jahr 1944 des Zweiten Weltkriegs wurde Oppeln zur Festung erklärt und als Stadtkommandant Oberst Friedrich-Albrecht Graf von Pfeil eingesetzt.
Nach dem Zweiten Weltkrieg arbeitete er für das Innenministerium in Baden-Württemberg und ging am 31. Dezember 1965 in Pension.